# Двері без замка
«Двері без замка» (рос. «Дверь без замка») — радянський чорно-білий фільм, поставлений на кіностудії «Ленфільм» у 1973 році режисером  Адольфом Бергункером.

## Сюжет
Відразу після весілля Петро Сичов отримує призначення капітаном на туристський теплохід «Касімов». У перший рейс він відправляється разом з молодою дружиною Дашею, бажаючи познайомити її з матір'ю. Але мати образилася на сина і невістку за те, що не покликали на весілля. І тоді Даша влаштувалася на дебаркадер — матросом, прибиральницею і касиром. Молодятам дають кімнату, через яку і почалися неприємності. Справа в тому, що повернувшись з чергового рейсу Петро починає підозрювати дружину…

## У ролях
- Жанна Прохоренко —  Даша Сичова, молода дружина капітана туристського теплохода
- Юрій Каморний —  Петро Сичов, молодий капітан теплохода «Касімов»
- Любов Соколова —  мати Петра
- Олексій Криченков —  Мітя, інспектор рибоохорони
- Юрій Гончаров —  Василь, рибалка
- Михайло Медведєв —  Ермолаїч, начальник пристані
- Ірина Акулова —  Настя, доярка, колишня наречена Петра
- Людмила Гурченко —  Анна Іванівна, офіціантка-буфетниця теплохода «Касімов»
- Герман Колушкін —  Клімов, помічник капітана
- Олексій Кожевников —  Кравченко
- Микола Гаврилов —  голова колгоспу
- Йосип Конопацький —  батько Даші
- Олена Максимова —  Степанида, бригадир доярок
- Любов Малиновська —  жінка з земснаряда
- Олексій Мінін —  стройзагіновець  (роль озвучив —  Олег Даль)
- Борис Новиков —  пасажир-балагур з балалайкою на теплоході
- Віктор Павлов —  Солонтай, в сцені прибуття на теплоході «Касімов»
- Ірина Петровська —  дружина Василя, колгоспниця
- Людмила Старіцин
- Геннадій Сафронов —  колгоспник, в сцені прибуття теплохода «Касимов»
- Віра Титова —  доярка
- Олег Хроменков —  матрос
- Світлана Мазовецька —  пасажирка   (в титрах не вказано)
- Любов Тищенко —  Клавдія   (в титрах не вказано)

## Знімальна група
- Автор сценарію —  Олександр Борщаговський
- Режисер-постановник —  Адольф Бергункер
- Головний оператор —  Віктор Карасьов
- Головний художник —  Олексій Рудяков
- Композитор —  Владислав Кладницький